# یاسوکو ساواگوچی
یاسوکو ساواگوچی (انگلیسی: Yasuko Sawaguchi؛ زادهٔ ۱۱ ژوئن ۱۹۶۵) هنرپیشه اهل ژاپن است.
از فیلم‌هایی که وی در آن نقش داشته‌است، می‌توان به گودزیلا در برابر بیولانته و شاهزاده خانمی از ماه اشاره کرد.